# Пулакас, Иоаннис
Иоаннис Пулакас (греч. Ιωάννης Πούλακας; 1 января 1863 — 21 февраля 1942, Афины) — греческий художник-маринист конца XIX — первой половины XX веков, иконописец и один из первых греческих сценографов.

## Семья

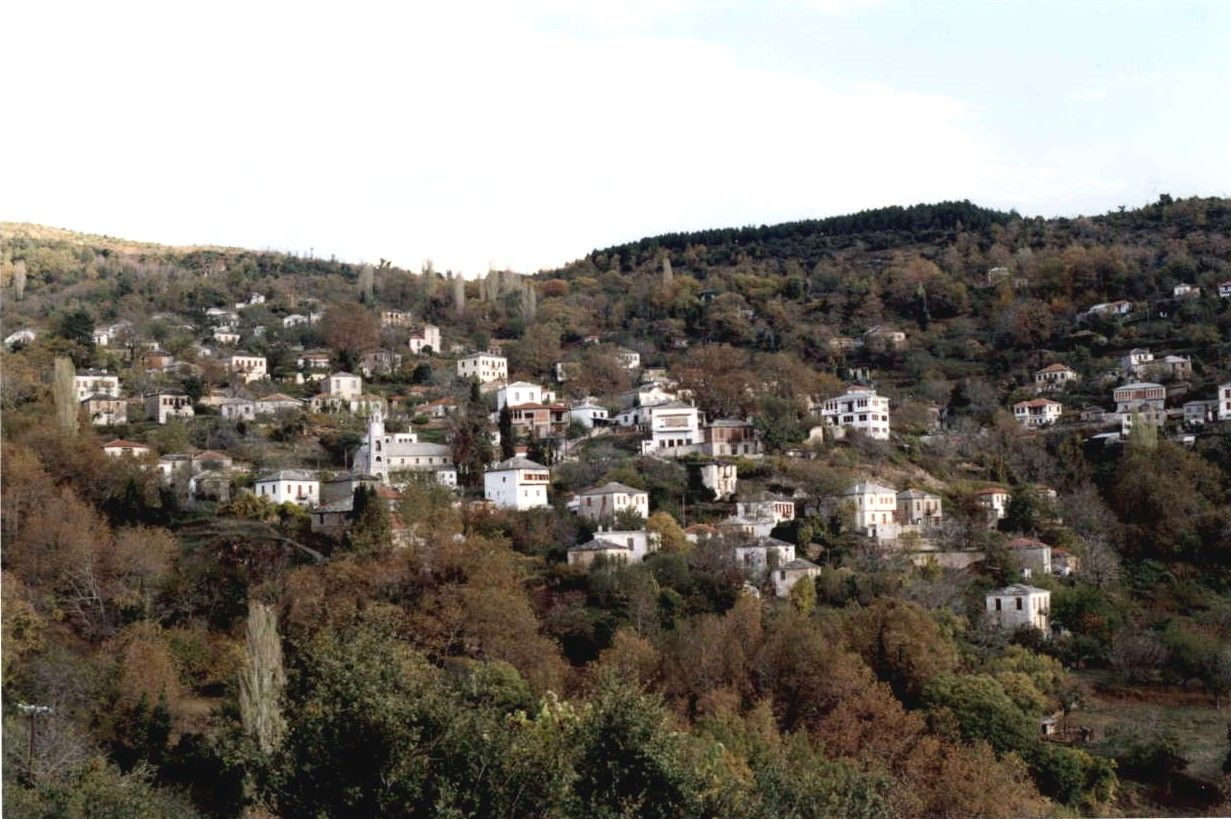
Село Айос-Еорьос-Нилиас

Иоаннис Пулакас родился 1 января 1863 года в селе Айос-Еорьос-Нилиас.
Семья происходила с острова Крит, и один из дальних критских родственников, также Иоаннис Пулакас, стал известным борцом за Греческую Македонию.
Фессалийская ветвь рода Пулакас нашла убежище на горе Пелион после греческого восстания 1770 года против осман, вызванного архипелагской экспедицией русского флота в ходе русско-турецкой войны (1768—1774).
Род Пулакаса на Пелионе именовали также Даскалояннисами, указывая на их родство с лидером восстания 1770 года на Крите Даскалояннисом. После того как русские оставили повстанцев без поддержки и ограничились действиями на море, жители критской вольницы Сфакия решили продолжить борьбу без иностранной поддержки. Была предпринята эвакуация гражданского населения. 6.000 турок попытались пленить женщин и детей во время их посадки на корабли. 700 сфакиотов встали на их защиту используя только холодное оружие, чтобы по ошибке не убить своих детей. В рукопашном бою 300 сфакиотов погибли. Многие дети и женщины, включая двух дочерей Даскалоянниса, были пленены, но большинству удалось уйти в море. В доме Пулакаса на Пелионе долгое время хранили несколько вёсел парусно-гребного судна, на котором предки пришли на Пелион с Крита.

## Константинополь 1878—1885
Хотя Иоаннис был из небогатой семьи, он был очень перспективным учеником. В силу этого он получил стипендию и был отправлен в Константинополь в возрасте 14 лет. Здесь он окончил среднюю школу, в которой учился рисунку сценографии и музыке. Во время своего пребывания в этой метрополии Восточной Европы, Пулакас изучал Искусство Византии, а также различные художественные течения того времени. Пулакас был занят профессионально в первую очередь сценографией и только во вторую очередь живописью. Это было связано с тем, что ему было предоставлено больше профессиональных возможностей в театре, в особенности в последние два года своего пребывания в Константинополе, когда он перестал получать стипендию после завершения учёбы в 1883 году.
Во время своей учёбы, Пулакас работал вначале как помощник в мастерской «живописи, изделий по дереву и производства театральных сидений», а затем как сценограф и помощник на подмостках самодеятельного греческого театра Константинополя и часто гастролировавших в Константинополе театральных трупп из Греции.
Впоследствии Пулакас вернулся в Греческое королевство.
Пулакас стал первым греческим сценографом, работавшим в Греции. Этого мнения придерживается историк греческого искусства и фольклора Фотис Воядзис, ссылаясь на соответствующие исторические отметки художника и сценографа Георгия Вакало (1902—1991), а также на Иоанниса Сидериса (1898—1975) и его «Историю Нового греческого театра».

## Афины 1885—1901

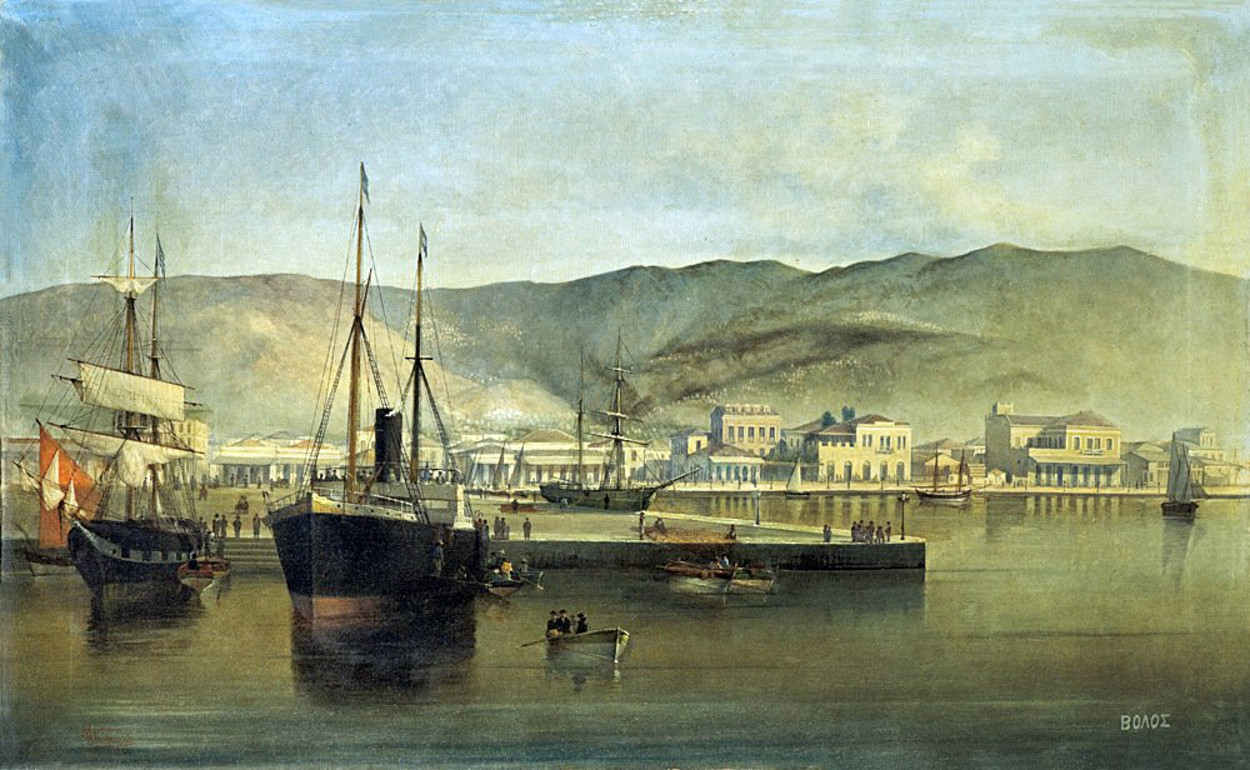
Порт Волоса, 1899 год.

В 1885 году Пулакас спешно вернулся из Константинополя в город Волос, с тем чтобы вступить в греческую армию. Он был немедленно переведен в Афины и зачислен музыкантом в оркестр артиллерии. В 1888 году он решил остаться в армии ещё на 2 года, до 1890 года, в качестве контрактника. Этот выбор и тот факт, что он поселился в доме своей жены, Ангелики Хайда (1871—1962) в районе Плака позволили ему продолжить свою учёбу в Афинской школе изящных искусств, посещая уроки живописи Никифора Литраса и проекцию рисунка у Vicenzo Lanza. Пулакас окончил школу с отличием в 1891 году.
В период с 1885 по 1901 годы родились трое его сыновей, Георгий (1888—1918), Константин (1891—1924) и Михаил (1894—1965). Несмотря на то что он был избирательным и трудным в общении, Пулакас имел широкий спектр дружеских контактов в Афинах с коллегами и другими людьми театра и литературы, такими как писатель Димитриос Камбуроглус (1852—1942) и художники Stefano Lanza (1861—1933), художник Иоаннис Куцис и его одноклассник по Школе Искусств, Хадзис, Василиос (1870—1915) и Стефанос Стурнарос (1867—1928). Он также поддерживал отношения с художником Константином Воланакисом, с которым стал близким другом, когда поселился со своей семьёй в Пирее. Здесь они обменивались фотографиями и гравюрами на морскую тематику. Однако нет никаких доказательств для подтверждения отношений учитель-ученик, между Воланакисом и Пулакасом, как часто ошибочно полагают в соответствующей библиографии, предположительно из-за их общего академического стиля в живописи и общей для них морской тематики. Жена Пулакаса описывала эти отношения как искреннюю дружбу и взаимное признание. Кроме этого, в период между 1883 и 1903 годами, когда Воланакис преподавал Элементарную графику в Школе искусств, Пулакас посещал другие курсы. Также, когда Воланакис основал в Пирее в 1895 году свой «Культурный центр», где обучал молодых художников, Пулакас уже закончил свою учёбу с 1891 года, ему было 33 года и он уже работал как художник, иконописец и сценограф.
Картины Пулакаса этого периода опубликованы во многих каталогах и веб-сайтах искусства, включая:
- Attica Shores
- Young Angler
- Fisherman at dawn
- Three-masted ship

## Сценограф

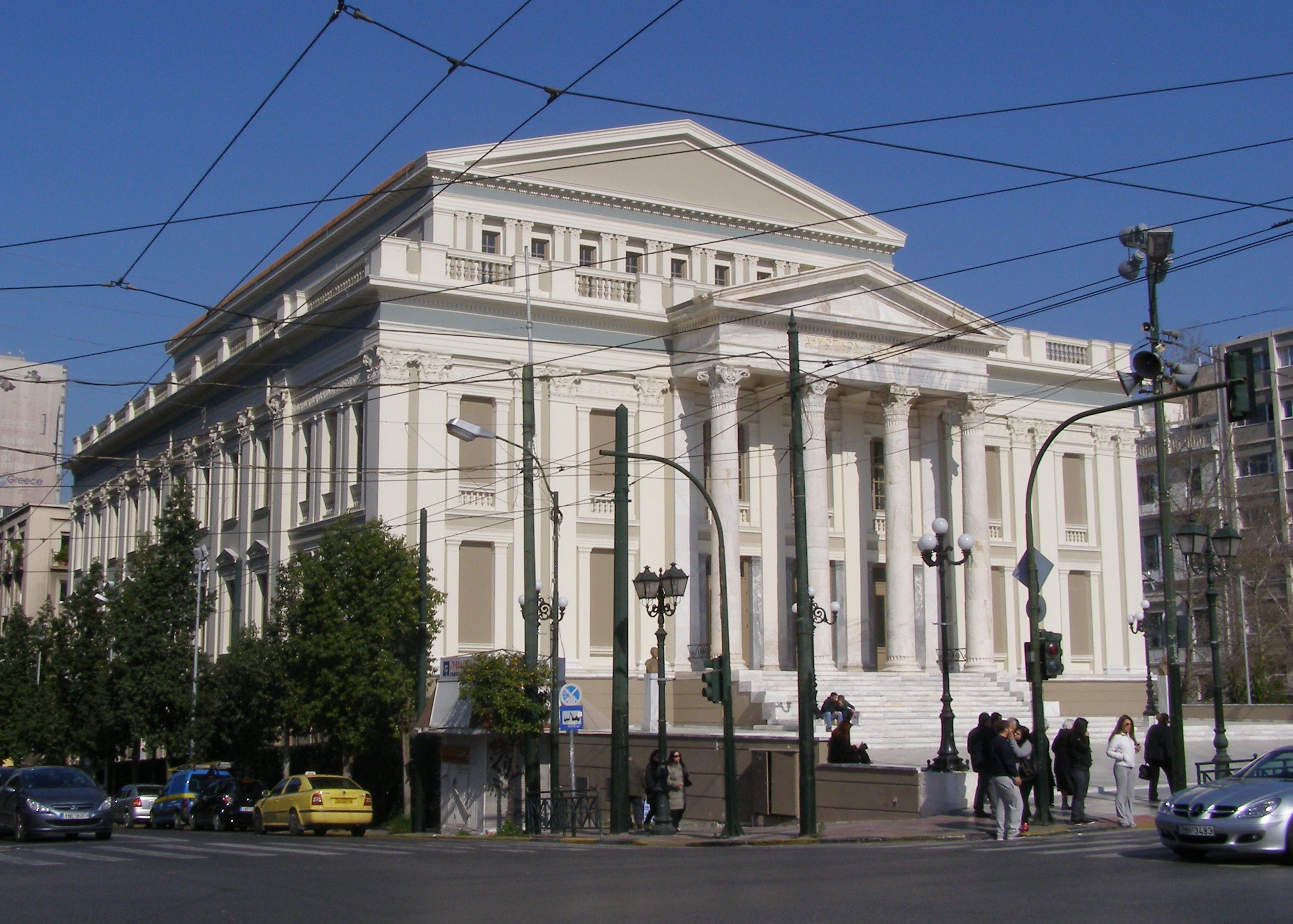
Муниципальный театр Пирея

Кроме живописи Пулакас работал профессионально сценографом в разных театрах. Его работы сегодня известны, в основном, благодаря свидетельствам жены и потомков, поскольку в то время имя сценографа не отмечалось в театральных программах и плакатах. Во время своей службы в армии в качестве музыканта, он познакомился со своими командирами, братьями Кессарис, дирижёрами, композиторами и музыкальными издателями и, через них, с рядом музыкантов и актёров. Эти знакомства, также как открытие в конце 19-го века новых муниципальных и национальных театров по всей стране, открыли ему профессиональные горизонты. Среди его ранних работ:
1. «Судьба Марулы» — романтическая комедия Димитриоса Коромиласа (1850—1898), которую в 1889 году поставила театральная труппа Дионисиоса Тавулариса (1840—1928) и Эвангелоса Пантопулоса (1860—1913)
2. «Милая пастушка» — известная пасторальная драма того же автора, поставленная братьями Тавуларисами в 1892 году.
3. «Фея Замка» -романс Димитриоса Камбуроглоса, поставленный Тавуларисом и Пантопулосом в 1894 году.

С этого момента он создал значительное число декораций к древним и новым греческим пьесам для Муниципального театра Пирея, который был открыт в апреле 1895 года. Открытие театра состоялось постановкой знаменитой тогда пьесы «Мария Доксапатри» Димитриоса Мернардакиса (1833—1907), поставленной труппой Д.Тавулариса и сценариографией Пулакаса.
Экран «Колесница Солнца», который Пулакас выполнил для трагедии Медея в 1895 году, хранился в Муниципальном театре Пирея до 1970 года.

## Волос 1901—1924

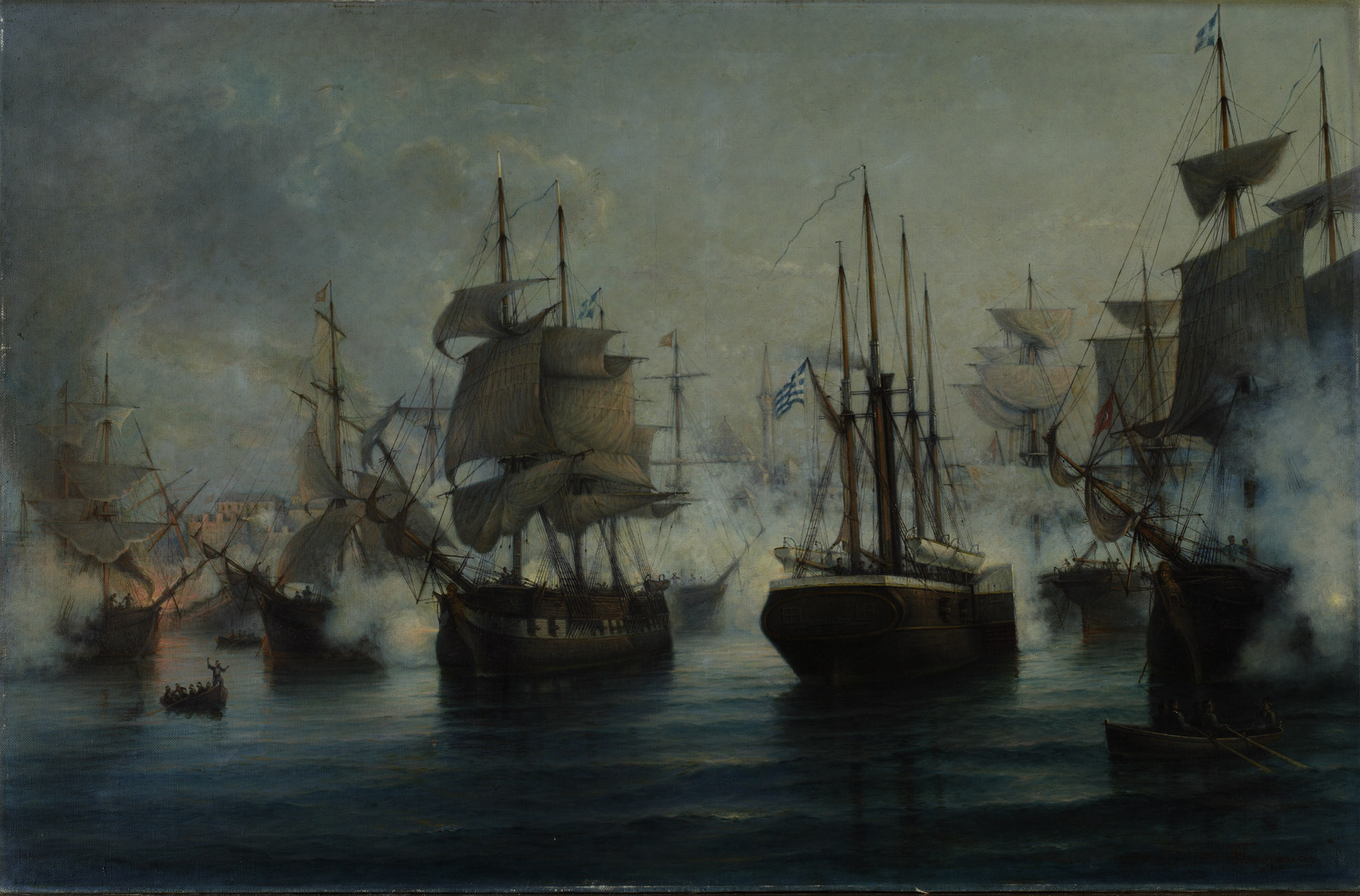
Морское сражение в Итеа в 1827 году. В центре греческий парусно-паровой корабль Картериа

В 1901 году Пулакас покинул Афины и отправился в Волос, где он получил назначение преподавателем рисунка и каллиграфии в Коммерческой школе и Школе благородных девиц города. Пулакас организовал свою мастерскую в районе порта. Вскоре он стал давать и частные уроки. Здесь родились его две дочери, Мария Пулака Вретту (1903—1997) и Меропи Пулака-Лоизу (1906—1993). Он неустанно работал над морскими картинами пейзажами портретами сценографиями иконами и одновременно преподавал. Он написал ряд морских картин, в основном виды порта и побережья Волоса и обошёл внутренние районы Фессалии и Средней Греции, а также острова. К этому периоду относятся его пейзажи Пелиона, Кардица, Итеа и Галаксиди и морские пейзажи островов Крит, Скопелос, Хиос, Керкира (остров) и других. Эти творческие годы его жизни были омрачены гибелью его старшего сына Георгия, в 1918 году на Македонском фронте Первой мировой войны.
Несколько известных художников получили свои первые уроки у Пулакаса. Среди них: художник и фотограф Константинос Зимерис (1886—1982) и художник Аристоменис Ангелопулос (1900—1990). Влияние Пулакаса на художественную жизнь Волоса было значительным.
Некоторые из самых значительных его картин написанных в этот период: «Порт Хиоса», (коллекция Коммерческого банка Греции), «Морское сражение Итеи» (Коллекция Банка Греции), портрет «Иоаннис Карталис» (Муниципальная галерея Волоса), «Причалы Волоса» (Katsigras’ Collection), «Порт Галаксиди» (частная коллекция), «Рыбалка на берегу возле порта Волоса» (частная коллекция), «Парусная шхуна», (частная коллекция).
В 1920 году он представил свою большую работу маслом «Морское сражение Волоса 1827 года». Эта работа была через 18 лет была выкуплена Муниципальной художественной галерей Волоса.
С 1901 по 1924 год Пулакас работал как сценограф в Волосе, Кардице, Лариса (город) и других городах Фессалии. Из множества представлений в которых Пулакас работал, сохранились лишь несколько упоминаний и фамилий: «Меропи», драма Димитриоса Вернардакиса, «Когда жена красива», комедия Пантопулоса поставленная в Муниципальном театре Волоса в 1908 году, а также шекспировский «Сон в летнюю ночь» поставленный труппой В. Стефану в 1910 году и обозрение «Панорама Волоса» поставленное в театре Политеама в 1911 году.

## Иконописец
Пулакас занялся иконописью с малых лет, следуя академическому и натуралистическому стилю.
Его имя в качестве иконописца стало известным в Афинах начиная с 1890 года, после чего он стал получать заказы на иконы. Кроме того, в течение двух лет он работал с Оттоном Явопулосом, народным художником из Витины Пелопоннес, которого Пулакас ввёл в академическую среду.
Согласно историческим источникам, Пулакас является первым современным фессалийским иконописцем.
Продолжая свою деятельность в качестве иконописца, Пулакас работал по всей Фессалии и Средней Греции. Его самые значительные иконы находятся:
- в кафедральном храме Кардицы Святых Константина и Елены, 1911
- в церкви Святого Георгия его родного села
- в церкви Святого Иоанна верхнем Волосе
- в церкви Святого Афанасия в Лехония Волоса
- в кафедральном храме Святого Николая в Галаксиди.

Значительными были также иконы и резьба по дереву в церкви Вознесения Христа в Волосе, но они были разрушены, как и всё здание, во время землетрясения 1955 года.

## Афины 1924—1930

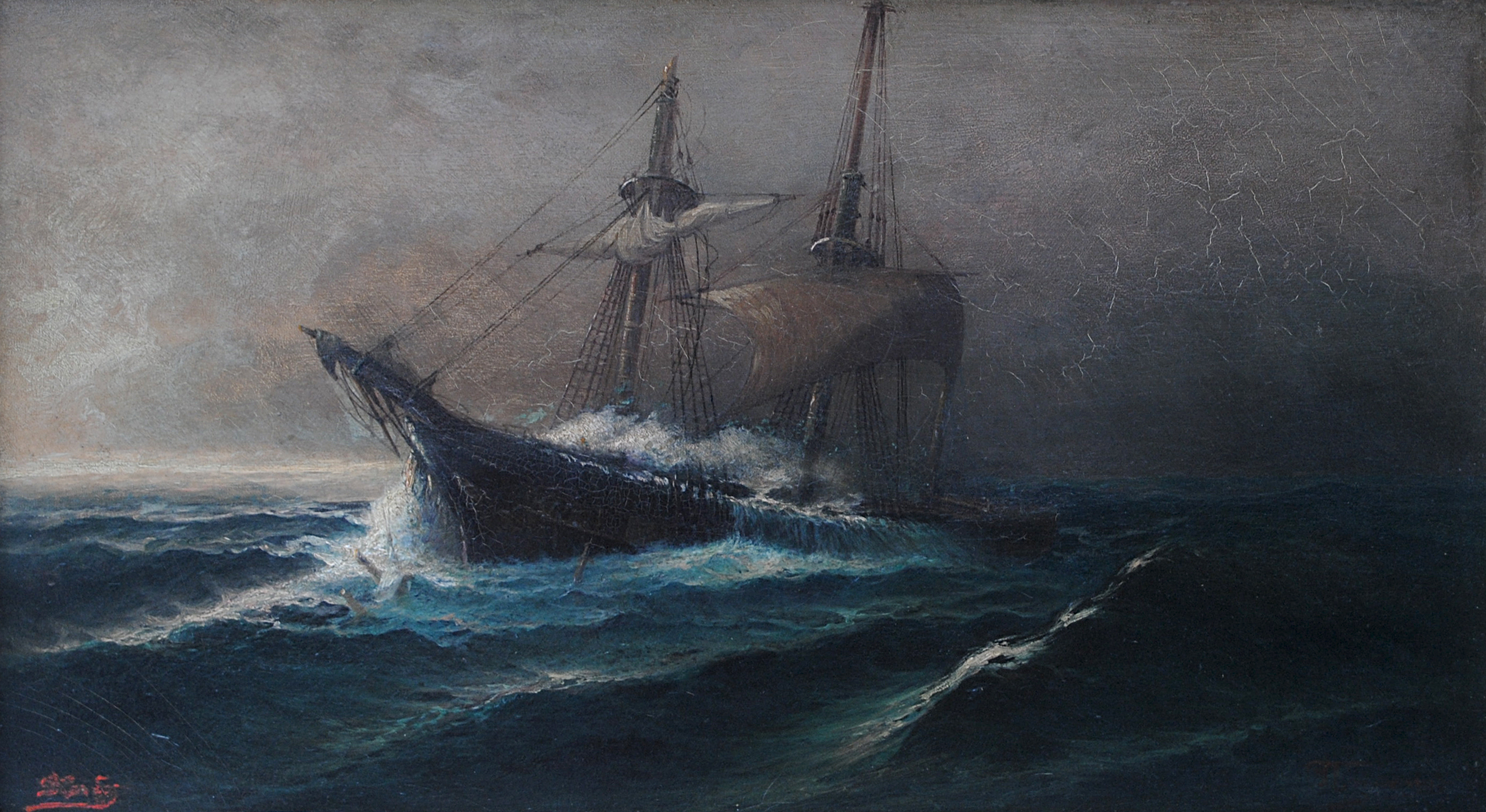
Шторм.

В 1924 году Пулакас вернулся в Афины и остался со своим больным сыном Константином, который вскоре после этого умер от туберкулёза. Смерть второго сына потрясла художника, и он решил оставить Волос и свою деятельность в этом городе. В Афинах Пулакас преподавал рисунок и живопись в школах и культурных центрах и был внештатным преподавателем в Школе изящных искусств. Он организовал свою мастерскую в районе Первого афинского кладбища.
В 1924 году, когда Пулакас, в возрасте 61 лет, вернулся в Афины, он был вынужден начинать с нуля, в силу его отчуждения от Новой афинской театральной сцены и длительного проживания в Волосе.
Наконец в 1930 году он переехал на остров Сирос преподавать в Коммерческом училище острова.

## Сирос
С 1930 по 1932 год он преподавал в Коммерческом училище Сироса. В этот период он был дружен с художниками Георгантисом и Партенисом.
Хотя в этот период он работал также в театре «Аполлон» Эрмуполиса, он вновь был отчуждён от афинской сцены. Декорации и модели этого периода не сохранились. Одной из причин был тот факт, что Пулакас повторно использовал свои материалы в других работах, а последние были утеряны в частых переездах его мастерской в последние годы жизни художника.

## Афины 1932—1942

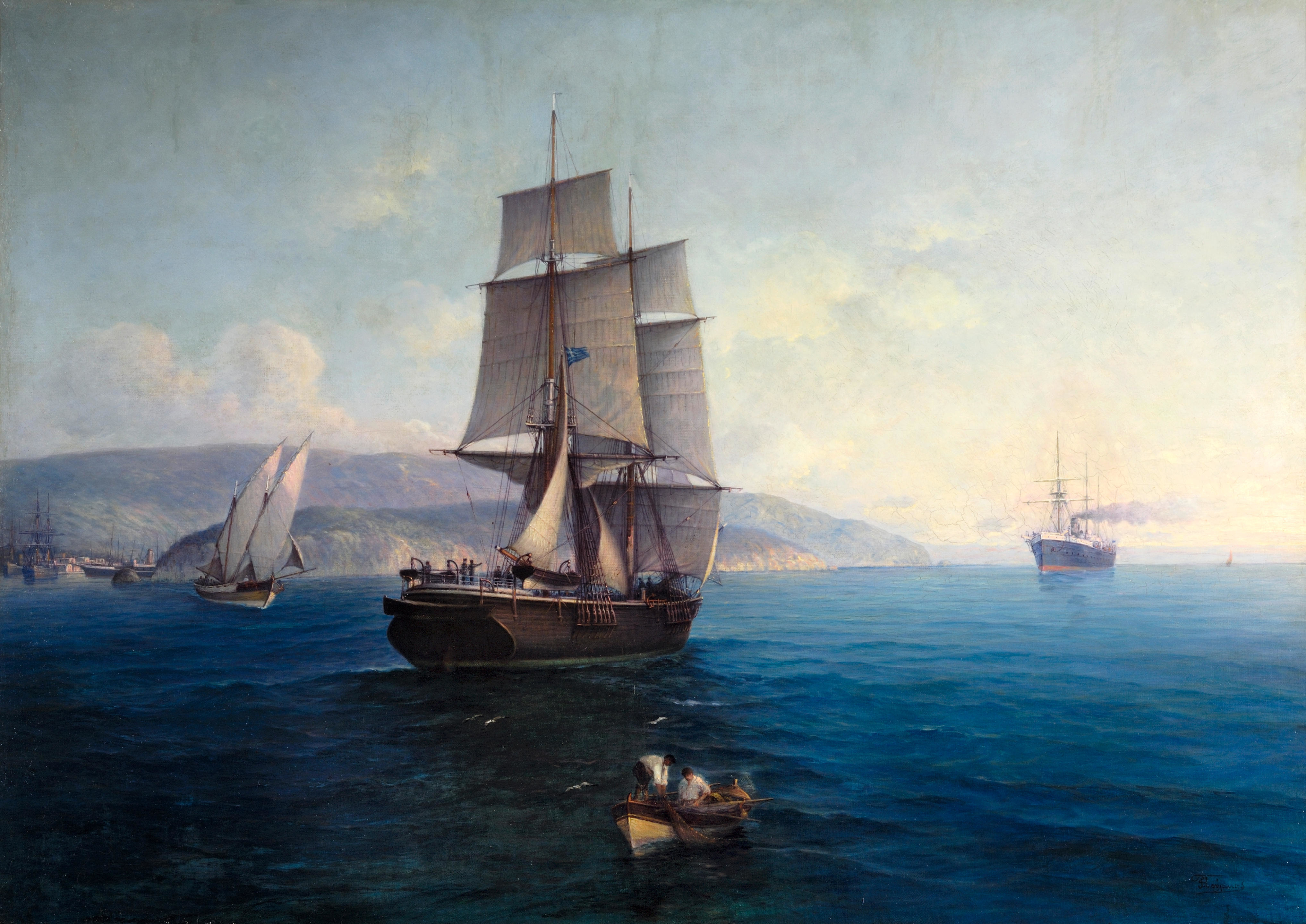
Парусник и пароход у острова Саламина.

В 1932 году, в год его выхода на пенсию, Пулакас вернулся в Афины в разгар экономического кризиса. Рынок произведений искусств практически сошёл на нет. В этой обстановке художник рисовал вымпелы и флаги.
С 1924 года и до своей смерти кроме морских пейзажей он написал несколько пейзажей с видами Афин.
Среди работ этого периода героический парусник «Леонидас» эпохи Греческой революции (коллекция Левентиса), «Рыбацкая лодка на берегу», (музей А. К. Дамтса -Центр искусств Кирико, Джорджо де, Волос), «Парусник и Пароход» (частная коллекция). В этот период он написал ещё две большие работы маслом: старое учебное судно Королевского греческого военно-морского флота, «Арис» и «Акрополис», вид Парфенона из храма Зевса Олимпийского. Местонахождение этих двух полотен по сегодняшний день неизвестно. Значительные иконы, написанные Пулакасом в этот период, находятся в часовне Панагия Спилиотисса (Богородица Пещерная) у Афинского Акрополя.
В период тройной, германо-итало-болгарской оккупации Греции (1941—1944), зимой 1941/1942 годов после экспрοприации оккупантами всего продовольствия в Афинах умерло от голода 300 000 человек. Среди них был и Иоаннис Пулакас.
По другим источникам, он умер от отёка лёгких.

## Оценка деятельности Пулакаса

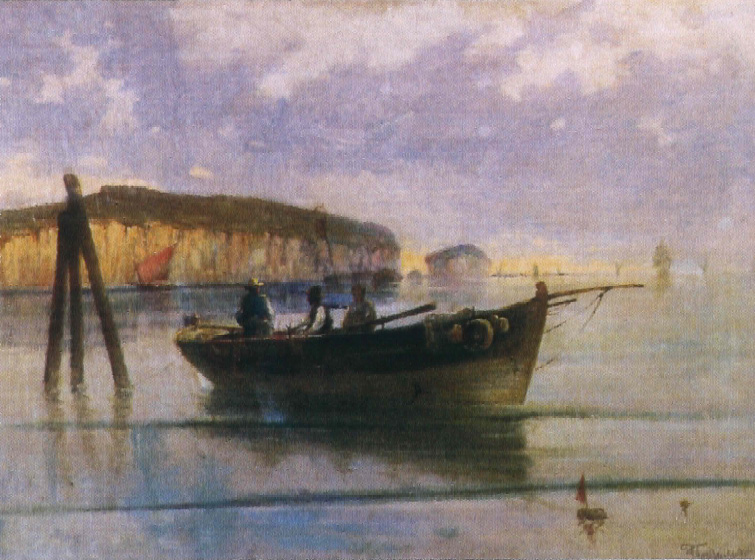
Морской пейзаж с лодкой (1935).

Пулакас был свободномыслящим человеком с либеральными политическими идеями. По этой причине он несколько раз терял должность преподавателя в бурные политические периоды 1916—1917 и 1927—1928 годов.
Вся его художественная деятельность вместе с преподаванием была направлена на обеспечение средств к существованию большой семьи в трудные и бурные времена. Как следствие лишь несколько картин остались в собственности семьи.
Практически все картины были проданы из-за нужды по смехотворным ценам различным дилерам. Поэтому он не располагал возможностью следовать современным европейским художественным течениям, поскольку на греческом рынке картины и особенно пейзажи подобного стиля имели низкую коммерческую ценность в особенности в переходный период между академическим реализмом 19-го века и Новым искусством 20-го.
Тем не менее влияние Импрессионизма на Пулакаса очевидно в некоторых его работах, таких как «Берег Аттики» (1894) (частная коллекция) и «Побережье Паноромос на острове Скопелос» (коллекция П. Мораитиса).
С этой тенденцией он, вероятно, познакомился в Константинополе, учитывая тот факт, что в отличие от Воланакиса, Хадзиса и Алтамураса 1852—1878), он никогда не путешествовал в Западную Европу, а во время его учёбы в Школе искусств никто из преподавателей не следовал этому течению.
В водовороте Второй мировой войны и в течение нескольких лет работы Пулакаса оставались известными только в узких художественных кругах.
После его смерти, в частности в первые послевоенные годы, соответствующая библиография была часто полна запутанной информацией и данными о его жизни и искусстве.
Тем не менее некоторые искусствоведы, прежде всего историк и фольклорист Фотис Воядзис, не только не обошли искусство Пулакаса, но, несмотря на недостаток данных и материалов, попытались представить его живопись. Среди них историки искусства и критики: Манолис Влахос, Нелли Мисирли, Манос Стефанидис и другие, которые включили Пулакаса в небольшую группу греческих художников маринистов, оставивших свой след в переходный период греческой живописи между 19-м и 20-м веками.
Некоторые критики продолжают утверждать, что его стиль как художника мариниста имеет много общего с Воланакис в такой степени, что время от времени работы Пулакаса выдавали за работы Воланакиса в силу более значимого коммерческого имени последнего на биржах живописи